# Kydrivs Lipof
Kydrivs Lipof je fiktivní bulharský malíř. Jméno postavy je anagram ze jména vysokomýtského malíře Filipa Dvorského (* 1980), který pod jménem Kydrivse Lipofa vytvořil sérii obrazů.  V dubnu 2007 byla uskutečněna výstava jeho prací ve vysokomýtské Městské galerii, přičemž vernisáž na apríla byla pojata jako happening, mj. byla jménem Kydrivse Lipofa pojmenována pravá polovina jedné ulice. Spolu s Filipem Dvorským byli na výstavě a happeningu prezentováni pod fiktivními jmény i jeho přátelé, amatérští malíři Luděk Hejhal (pod pseudonymem Ferdinand Hejl), Jiří Vedral (alias Jindřich Velen) a další.
Zároveň byl ve Vysokomýtském zpravodaji prezentován smyšlený životopis Kydrivse Lipofa: měl žít mezi lety 1880–1907 (tedy narodit se měl 100 let před skutečným malířem a zároveň mělo být slaveno 100. výročí jeho úmrtí), byl spojován pobytem s Vysokým Mýtem a osudem se známými vysokomýtskými rodáky bratry Karlem a Hermenegildem Škorpilovými.
Pro zvýšení věrohodnosti byl o Kydrivsi Lipofovi jako o existujícím malíři vytvořen článek v české a v anglické Wikipedii. Oba články byly po jisté době odstraněny, nicméně přispěly, alespoň u části veřejnosti, k zamýšlenému impaktu mystifikace.